# Französische Rugby-Union-Meisterschaft 1933/34
Die Saison 1933/34 war die 38. Austragung der französischen Rugby-Union-Meisterschaft (französisch Championnat de France de rugby à XV). Sie umfasste 54 Mannschaften in der ersten Division (heutige Top 14).
Die Meisterschaft begann mit der ersten Gruppenphase, bei der in sechs Gruppen je neun Mannschaften aufeinander trafen. Dabei zogen jeweils die Erst- und Zweitplatzierten in die zweite Gruppenphase ein. In dieser gab es vier Dreiergruppen und es qualifizierten sich jeweils die Gruppenersten für das Halbfinale. Derweil bestritten die 18 schlechtesten Mannschaften zusammen mit Mannschaften aus der zweiten Division eine Barrage um den Ab- oder Aufstieg. Im Endspiel, das am 13. Mai 1934 im Stade des Ponts-Jumeaux in Toulouse stattfand, trafen die zwei Halbfinalsieger aufeinander und spielten um den Bouclier de Brennus. Dabei setzte sich Aviron Bayonnais gegen Biarritz Olympique durch und errang zum zweiten Mal den Meistertitel.

## Erste Gruppenphase
|    | Team               | Siege | Unent. | Ndlg. | Spiel- punkte | Diff. | Tabellen- punkte |
| -- | ------------------ | ----- | ------ | ----- | ------------- | ----- | ---------------- |
| 1. | Lyon OU            | 8     | 0      | 0     | 137:20        | + 117 | 24               |
| 2. | AS Montferrand     | 7     | 0      | 1     | 161:47        | + 114 | 22               |
| 3. | FC Grenoble        | 5     | 1      | 2     | 44:17         | + 27  | 19               |
| 4. | AS Bort-les-Orgues | 4     | 1      | 3     | 58:51         | + 7   | 17               |
| 5. | Stade Pézenas      | 3     | 2      | 3     | 48:61         | − 13  | 16               |
| 6. | SS Primevères      | 3     | 0      | 5     | 57:87         | − 30  | 14               |
| 7. | FC Saint-Claude    | 1     | 2      | 5     | 28:83         | − 55  | 12               |
| 8. | Stade Aurillacois  | 1     | 1      | 6     | 18:86         | − 68  | 11               |
| 9. | CASG Paris         | 0     | 1      | 7     | 27:126        | − 99  | 9                |

|    | Team               | Siege | Unent. | Ndlg. | Spiel- punkte | Diff. | Tabellen- punkte |
| -- | ------------------ | ----- | ------ | ----- | ------------- | ----- | ---------------- |
| 1. | RC Narbonne        | 8     | 0      | 0     | 93:15         | + 78  | 24               |
| 2. | Stade Toulousain   | 6     | 1      | 1     | 59:19         | + 40  | 21               |
| 3. | SU Agen            | 5     | 0      | 3     | 54:26         | + 28  | 18               |
| 4. | US Thuir           | 3     | 1      | 4     | 20:34         | − 14  | 15               |
| 5. | FC Oloron          | 3     | 1      | 4     | 22:67         | − 45  | 15               |
| 6. | FC Lézignan        | 3     | 0      | 5     | 16:49         | − 33  | 14               |
| 7. | Stadoceste Tarbais | 2     | 1      | 5     | 44:35         | + 9   | 13               |
| 8. | SA Bordeaux        | 2     | 1      | 5     | 16:32         | − 16  | 13               |
| 9. | US Montauban       | 1     | 1      | 6     | 22:69         | − 47  | 11               |

|    | Team            | Siege | Unent. | Ndlg. | Spiel- punkte | Diff. | Tabellen- punkte |
| -- | --------------- | ----- | ------ | ----- | ------------- | ----- | ---------------- |
| 1. | CA Bègles       | 6     | 2      | 0     | 76:10         | + 66  | 22               |
| 2. | Section Paloise | 6     | 1      | 1     | 52:20         | + 32  | 21               |
| 3. | TOEC            | 4     | 1      | 3     | 39:42         | − 3   | 17               |
| 4. | FC Auch         | 3     | 2      | 3     | 22:26         | − 4   | 16               |
| 5. | SC Albi         | 3     | 1      | 4     | 19:26         | − 7   | 15               |
| 6. | CA Périgueux    | 2     | 3      | 3     | 17:45         | − 28  | 15               |
| 7. | AS Tarbes       | 3     | 0      | 5     | 46:40         | + 6   | 14               |
| 8. | AS Bayonne      | 2     | 2      | 4     | 30:33         | − 3   | 14               |
| 9. | US Tyrosse      | 0     | 2      | 6     | 3:62          | − 59  | 10               |

|    | Team                  | Siege | Unent. | Ndlg. | Spiel- punkte | Diff. | Tabellen- punkte |
| -- | --------------------- | ----- | ------ | ----- | ------------- | ----- | ---------------- |
| 1. | Stade Français        | 7     | 0      | 1     | 71:30         | + 41  | 22               |
| 2. | Biarritz Olympique    | 6     | 0      | 2     | 81:21         | + 60  | 20               |
| 3. | UA Libourne           | 5     | 1      | 2     | 31:18         | + 13  | 19               |
| 4. | CA Brive              | 3     | 2      | 3     | 54:21         | + 33  | 16               |
| 5. | CA Villeneuve-sur-Lot | 4     | 0      | 4     | 30:29         | + 1   | 16               |
| 6. | AS Soustons           | 4     | 0      | 4     | 28:46         | − 18  | 16               |
| 7. | UA Gujan-Mestras      | 2     | 1      | 5     | 12:28         | − 16  | 13               |
| 8. | Stade Hendayais       | 2     | 0      | 6     | 17:52         | − 35  | 12               |
| 9. | Paris Université Club | 1     | 0      | 7     | 12:91         | − 79  | 10               |

|    | Team                  | Siege | Unent. | Ndlg. | Spiel- punkte | Diff. | Tabellen- punkte |
| -- | --------------------- | ----- | ------ | ----- | ------------- | ----- | ---------------- |
| 1. | Aviron Bayonnais      | 8     | 0      | 0     | 76:20         | + 56  | 24               |
| 2. | USA Perpignan         | 7     | 0      | 1     | 98:24         | + 74  | 22               |
| 3. | Boucau Stade          | 5     | 1      | 2     | 50:29         | + 21  | 19               |
| 4. | Stade Bordelais       | 4     | 0      | 4     | 44:52         | − 8   | 16               |
| 5. | Racing Club de France | 3     | 1      | 4     | 44:30         | + 14  | 15               |
| 6. | Stade Nantais         | 3     | 1      | 4     | 65:68         | − 3   | 15               |
| 7. | SC Angoulême          | 2     | 1      | 5     | 30:42         | − 12  | 13               |
| 8. | FC Lourdes            | 2     | 0      | 6     | 29:80         | − 51  | 12               |
| 9. | USA Limoges           | 0     | 0      | 8     | 12:103        | − 91  | 8                |

|    | Team                | Siege | Unent. | Ndlg. | Spiel- punkte | Diff. | Tabellen- punkte |
| -- | ------------------- | ----- | ------ | ----- | ------------- | ----- | ---------------- |
| 1. | CS Vienne           | 7     | 1      | 0     | 77:6          | + 71  | 23               |
| 2. | RC Toulon           | 6     | 1      | 1     | 90:21         | + 69  | 21               |
| 3. | AS Béziers          | 5     | 1      | 2     | 78:57         | + 21  | 19               |
| 4. | US Quillan          | 5     | 0      | 3     | 47:27         | + 20  | 18               |
| 5. | US Carcassonne      | 2     | 2      | 4     | 24:49         | − 25  | 14               |
| 6. | Valence Sportif     | 1     | 4      | 3     | 18:54         | − 36  | 14               |
| 7. | Stade Châteaurenard | 2     | 1      | 5     | 25:49         | − 24  | 13               |
| 8. | AS Roanne           | 1     | 3      | 4     | 9:53          | − 44  | 13               |
| 9. | US Oyonnax          | 0     | 1      | 7     | 6:58          | − 52  | 9                |

## Zweite Gruppenphase
|    | Team      | Siege | Unent. | Ndlg. | Spiel- punkte | Diff. | Tabellen- punkte |
| -- | --------- | ----- | ------ | ----- | ------------- | ----- | ---------------- |
| 1. | RC Toulon | 2     | 0      | 0     | 12:7          | + 5   | 6                |
| 2. | Lyon OU   | 0     | 1      | 1     | 10:12         | − 2   | 3                |
| 3. | CA Bègles | 0     | 1      | 1     | 9:12          | − 3   | 3                |

|    | Team            | Siege | Unent. | Ndlg. | Spiel- punkte | Diff. | Tabellen- punkte |
| -- | --------------- | ----- | ------ | ----- | ------------- | ----- | ---------------- |
| 1. | RC Narbonne     | 1     | 0      | 1     | 15:11         | + 4   | 4                |
| 2. | Section Paloise | 1     | 0      | 1     | 14:16         | − 2   | 4                |
| 3. | USA Perpignan   | 1     | 0      | 1     | 14:16         | − 2   | 4                |

|    | Team             | Siege | Unent. | Ndlg. | Spiel- punkte | Diff. | Tabellen- punkte |
| -- | ---------------- | ----- | ------ | ----- | ------------- | ----- | ---------------- |
| 1. | Aviron Bayonnais | 1     | 1      | 0     | 6:3           | + 3   | 5                |
| 2. | Stade Toulousain | 1     | 0      | 1     | 17:9          | + 8   | 4                |
| 3. | Stade Français   | 0     | 1      | 1     | 3:14          | − 11  | 3                |

|    | Team               | Siege | Unent. | Ndlg. | Spiel- punkte | Diff. | Tabellen- punkte |
| -- | ------------------ | ----- | ------ | ----- | ------------- | ----- | ---------------- |
| 1. | Biarritz Olympique | 2     | 0      | 0     | 14:8          | + 6   | 6                |
| 2. | AS Montferrand     | 1     | 0      | 1     | 18:14         | + 4   | 4                |
| 3. | CS Vienne          | 0     | 0      | 2     | 3:13          | − 10  | 2                |

## Abstiegsrunde
Es gab sechs Gruppen mit je vier Mannschaften. Die Erstplatzierten stiegen auf oder verblieben in der ersten Division, die Zweit- bis Viertplatzierten stiegen ab oder verblieben in der zweiten Division. Der CASG Paris entging dem Abstieg durch die Fusion mit der SS Primevères.

## Finalphase

### Halbfinale
| Datum         | Begegnung                        | Ergebnis |
| ------------- | -------------------------------- | -------- |
| 29. Apr. 1934 | Biarritz Olympique – RC Narbonne | 3:0      |
| 29. Apr. 1934 | Aviron Bayonnais – RC Toulon     | 0:0      |

| Datum       | Begegnung                    | Ergebnis |
| ----------- | ---------------------------- | -------- |
| 6. Mai 1934 | Aviron Bayonnais – RC Toulon | 12:6     |

### Finale
| 13. Mai 1934 | Aviron Bayonnais                                                                  | 13 : 8  | Biarritz Olympique                                     | Stade des Ponts-Jumeaux, Toulouse Zuschauer: 18.000 Schiedsrichter: Abel Martin |
| 13. Mai 1934 | Versuche: Zabaleta (1) Dauga (1) Straftritte: Élissalde (1) Dropgoals: Celhay (1) | Bericht | Versuche: Guilhou (1) Cussac (1) Erhöhungen: Haget (1) | Stade des Ponts-Jumeaux, Toulouse Zuschauer: 18.000 Schiedsrichter: Abel Martin |

Aufstellungen
Aviron Bayonnais: Édouard Ainciart, René Arotça, Paul Brouznec, Maurice Celhay, André Chirles, Robert Cunibert, Jean-Louis Dauga, Edmond Élissalde, Jean Garin, Georges Haitce, Jérôme Lecha, Albert Lespitaou, Fernand Théodoly, Armand Vigneau, David Zabaletta
Biarritz Olympique: Louis Cluchague, Pierre Cussac, Francis Daguerre, Robert Guilhou, Albert Guiné, Henri Haget, Étienne Ithurra, René Laborde, Paul Lafourcade, Louis Lascaray, Jean-Baptiste Lefort, Frédéric Moulian, Albert Portet, Jean Rumeau, Rémi Sallenave